# 53
Вижте пояснителната страница за други значения на 53.
53 (петдесет и трета) година е обикновена година, започваща в понеделник по юлианския календар.

## Събития

### В Римската империя
- Тринадесета година от принципата на Тиберий Клавдий Цезар Август Германик (41-54 г.)
- Консули на Римската империя са Децим Юний Силан Торкват и Квинт Хатерий Антонин. Суфектконсули през тази година стават Квинт Цецина Прим (септември–октомври), Публий Требоний (септември–декември) и Публий Калвизий Рузон (октомври–декември)
- Клавдий прокарва решение в Сената, с което се дава съдебна юрисдикция по фискални въпроси на прокураторите.[1]
- Нерон сключва брак с Клавдия Октавия, дъщеря на Клавдий.[1]

### В Армения
- Партите превземат Армения и поставят Тиридат I на трона.[2]

## Родени
- 18 септември[notes 1] – Траян, римски император (умрял 117 г.)
- Домиция Лонгина, римска императрица (умряла 126 г.)

## Починали
- Вителий Петрониан, син на римския император Вителий (роден ок. 37 г.)
- Емилия Лепида, правнучка на император Август (родена 4/3 г. пр.н.е.)

Бележки:
1. ↑  Повечето съвременни историци поставят 53-та като година на раждане на император Траян, но има изключения напр. Julian Benett в „Trajan: Optimus Princeps“ (стр. 14) намира аргументи, за да посочи 56-а година като по-вероятна